# Yakovlev Yak-141
 (octobre 2017).
Le Yakovlev Yak-141 était le successeur du Yak-38. Il était capable d'effectuer des atterrissages et décollages verticaux. Il avait reçu le code OTAN Freestyle.

## Conception

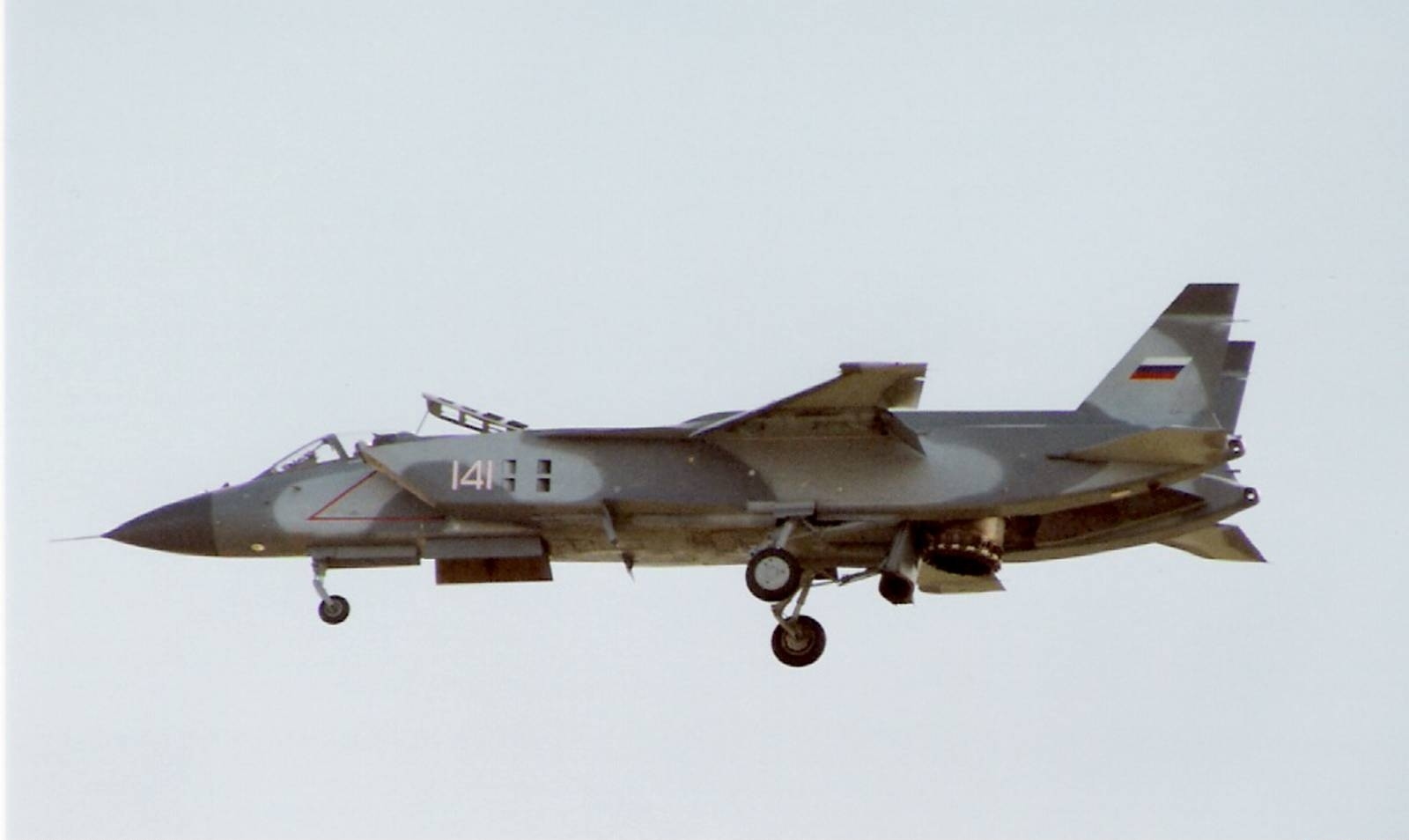
Le Yak-141 en vol lors du salon aéronautique de Farnborough de 1992.

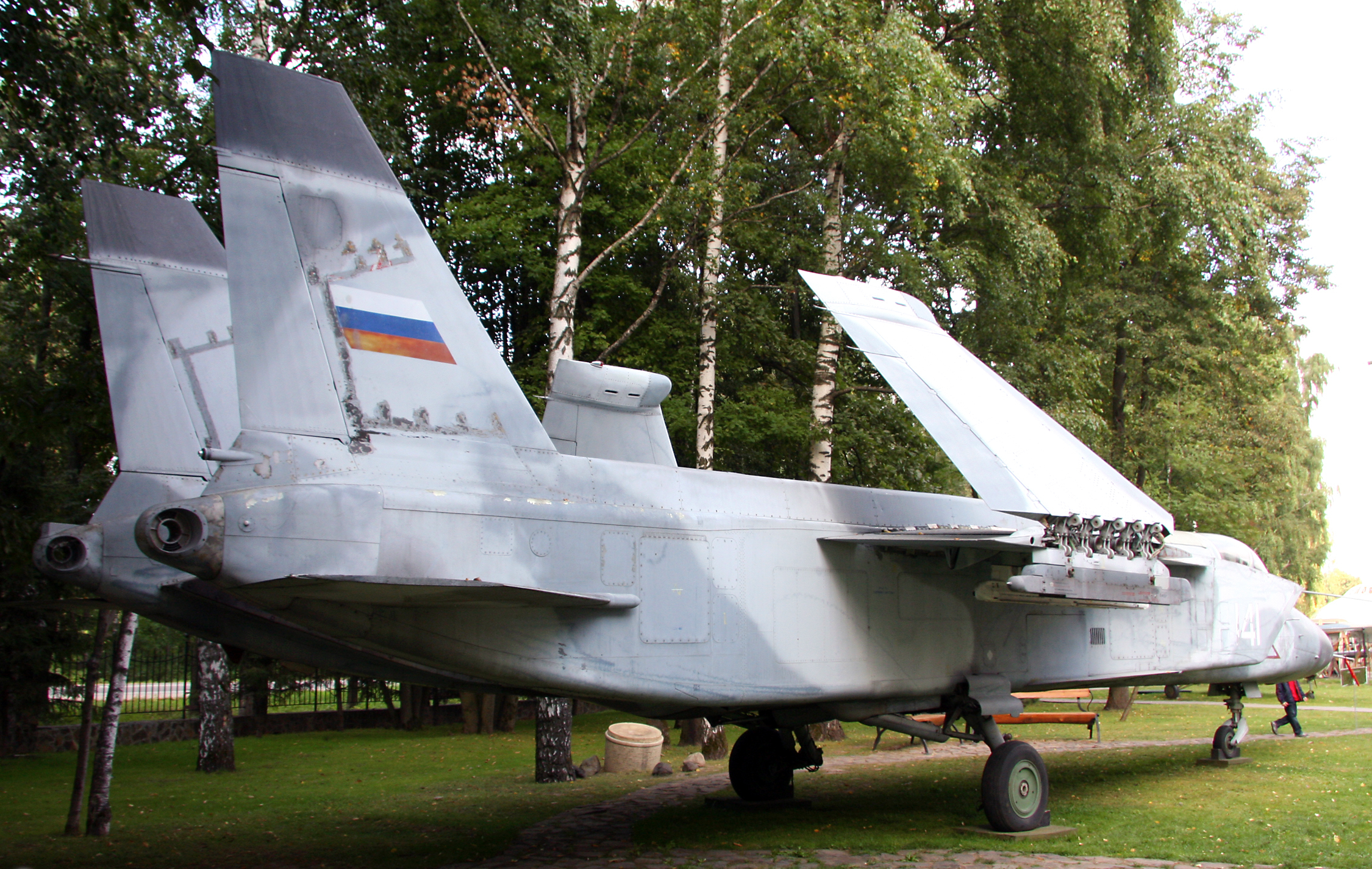
Un Yak-141 au sol, ailes repliés, dans un musée en 2009.

Dès 1975, devant les déficiences du Yak-38 (vitesse subsonique, avionique rudimentaire, faibles capacités d'emport et d'autonomie), les bureaux d'études de Yakovlev entamèrent l'étude d'un remplaçant pour l'aviation navale soviétique.
Le Yak-141 est conçu, comme son prédécesseur, avec un réacteur à poussée vectorielle pour la sustentation et la croisière, plus deux réacteurs verticaux utilisés lors des phases stationnaires.
Il y eut deux prototypes construits ainsi que deux cellules pour les essais statiques. Le Yak-141 effectua son premier vol avec décollage classique le 9 mars 1987 puis son premier décollage vertical le 29 décembre 1989. Le second prototype sera gravement endommagé le 5 octobre 1991 lors d'un atterrissage sur le porte-avions Amiral Gorchkov. Le premier fut présenté lors du salon aéronautique de Farnborough en 1992, mais il n'était pas inconnu des Occidentaux, car il fut repéré sur la base d'essai de Joukovsky par un satellite d'observation américain, au milieu des années 1980. C'est là qu'il reçut le code OTAN Freestyle.
Après la chute de l'Union soviétique, la fédération de Russie suspendit le programme faute de crédits. Le bureau d'études de Yakovlev a cependant continué le développement de versions améliorées.

## Records
Le Yak-141 est détenteur de plusieurs records dans la catégorie ADAV :
| Record                                   | Performance | Date          |
| ---------------------------------------- | ----------- | ------------- |
| Temps de montée à 12 000 m               | 116,15 s    | 11 avril 1991 |
| Temps de montée à 12 000 m avec 1 000 kg | 116,50 s    | 11 avril 1991 |
| Temps de montée à 3 000 m avec 1 000 kg  | 62,41 s     | 12 avril 1991 |
| Temps de montée à 6 000 m avec 1 000 kg  | 74,37 s     | 12 avril 1991 |
| Temps de montée à 9 000 m avec 1 000 kg  | 89,09 s     | 12 avril 1991 |
| Charge maximale à 2 000 m                | 2 507 kg    | 24 avril 1991 |
| Altitude maximale avec 1 000 kg          | 13 115 m    | 25 avril 1991 |
| Altitude maximale avec 2 000 kg          | 13 115 m    | 25 avril 1991 |
| Temps de montée à 3 000 m avec 2 000 kg  | 68,82 s     | 25 avril 1991 |
| Temps de montée à 6 000 m avec 2 000 kg  | 88,88 s     | 25 avril 1991 |
| Temps de montée à 9 000 m avec 2 000 kg  | 110,10 s    | 25 avril 1991 |
| Temps de montée à 12 000 m avec 2 000 kg | 130,64 s    | 25 avril 1991 |

## Utilisateurs
Aucun, mais bien que son développement soit bloqué Yakovlev tenta quand même de commercialiser l'avion à l'international, notamment en Asie et en Amérique du Sud.